# 28-й кинофестиваль «Сандэнс»
28-й кинофестиваль независимого кинематографа «Сандэнс» прошёл с 19 по 29 января 2012 года в американских городах Парк-Сити, Солт-Лейк-Сити, Огден и Сандэнс (штат Юта).
Кинофестиваль открывали фильмы-участники каждой из четырёх конкурсных программ: «Привет, мне пора», «Королева Версаля», «Не говори ничего» и «В поисках Сахарного Человека».

## Фильмы

### Полнометражные фильмы
Для участия в программах кинофестиваля в 2012 году было отобрано 112 полнометражных фильмов, которые представляли 29 стран, и 44 начинающих кинематографиста, 24 из которых представили свои работы в конкурсных программах мероприятия. Эти фильмы были отобраны из 4 042 полнометражных фильмов, среди которых 2 059 — американских и 1 983 — из других стран мира. 89 фильмов, представленных на фестивале, были мировыми премьерами.
Как и в прошлом году, в 2012 году к программе драматических фильмов кинофестиваля было отобрано 16 кинолент. Столько же лент участвовало в программе документальных фильмов. Каждый из показанных конкурсных фильмов был мировой премьерой. В мировых программах драматических и документальных фильмов было 14 и 12 кинолент соответственно (также премьеры, однако не все мировые).

### Короткометражные фильмы
Программа короткометражных фильмов состояла из 64 участников, избранных из рекордных 7 675 заявок, что на 16 % больше, чем было в 2011 году. К участию в программе американских короткометражек попало 32 киноработы от 4 083 заявителей. Международную программу короткого кино представляло 27 фильмов (из предлагаемых 3 592) из 17 стран мира.
Короткометражную программу фестиваля в 2012 году презентовала компания Yahoo!, которая специализируется на Интернет-службах. В рамках своего спонсорства 27 января на веб-сайте Yahoo! Screen была показана специальная подборка короткометражных фильмов с фестиваля, где многомиллионная аудитория могла проголосовать за своего фаворита. Режиссёры-победителм были представлены на закрытии кинофестиваля и награждены Призом зрительских симпатий Yahoo!.
26 января, на второй четверг проведение кинофестиваля, девять режиссёров совершили путешествия из Юты, штата, где проводились основные мероприятия кинофорума, в один из следующих городов США: Анн-Арбор (Мичиган), Бостон (Массачусетс), Бруклин (Нью-Йорк), Чикаго (Иллинойс), Хьюстон (Техас), Нашвилл (Теннесси), Орландо (Флорида), Сан-Франциско (Калифорния) и Тусон (Аризона). Их поездки оплатил официальный авиаспонсор кинофестиваля — авиакомпания «Southwest Airlines». В каждом из перечисленных городов режиссёр представил на экране свой фильм и принял участие во встрече с аудиторией, отвечая на вопросы зрителей.
Инициатива проведения таких мероприятий была начата в 2010 году.

## Жюри
19 человек вошло в состав 5 программных жюри фестиваля и ещё 5 стали членами жюри, которое определяло обладателя Приза имени Альфреда Слоуна.
Жюри программы американских документальных фильмов
- Фентон Бэйли
- Хизер Кроулл
- Чарлз Фергюсон
- Тиа Лессін
- Ким Робертс

Жюри программы американских драматических фильмов
- Джастин Лин
- Энтони Мэки
- Клифф Мартинес
- Линн Шелтон
- Эми Винсент

Жюри программы короткометражных фильмов
- Майк Джадж
- Ди Риз
- Шейн Смит

Жюри программы неамериканских документальных фильмов
- Ник Фрейзер
- Клара Ким
- Жан-Мари Тено

Жюри программы неамериканских драматических фильмов
- Джулия Ормонд
- Ричард Пенья
- Алексей Попоґрєбскій

Жюри Приза имени Альфреда П. Слоуна
- Скотт Бернс
- Трейси Дэй
- Хелен Фишер
- Д-р Роберт Дж. Фулл
- Гвин Лурье

Жюри программы короткометражек раздавало награды на специальной церемонии 24 января 2012 года, остальное жюри определяло обладателей наград 28 января, на церемонии закрытия кинофестиваля.

## Победители
Самым титулованным фильмом 28-го кинофестиваля «Сандэнс» стала драма «Звери дикого Юга», о шестилетней девочке, которая живёт с отцом в общине на краю света. После того как у отца обнаруживают неизлечимую болезнь, а на общину надвигаются доисторические существа, юная героиня отправляется на поиски своей матери. Сценаристом и режиссёром леты выступил Бен Зайтлин.  Для него это была первая полнометражная художественная работа в кино. Кроме того, продюсеры ленты получили недавно появившийся Приз «Индейский кисть» и денежное вознаграждение в размере 10 тыс. $.
В общем, на церемониях награждения было роздано 45 наград:
- Гран-при жюри за документальный фильм — «Дом, в котором я живу»
- Гран-при жюри за драматический фильм — «Звери дикого Юга»
- Приз жюри за неамериканский документальный фильм — «Закон этих мест»
- Приз жюри за неамериканский драматический фильм — «Виолетта отправилась на небеса»
- Приз зрительских симпатий за документальный фильм — «Невидимая война»
- Приз зрительских симпатий за драматический фильм — «Суррогат»
- Приз зрительских симпатий за неамериканский документальный фильм — «В поисках Сахарного Человека»
- Приз зрительских симпатий за неамериканский драматический фильм — «Долина святых»
- Приз зрительских симпатий программы «The Best of NEXT» — «Лунатики»
- Приз за режиссуру документального фильма — «Королева Версаля»
- Приз за режиссуру драматического фильма — «На полпути в никуда»
- Приз за режиссуру неамериканского документального фильма — «5 разбитых камер»
- Приз за режиссуру неамериканского драматического фильма — «Крепыш»
- Приз за лучший сценарий имени Уолдо Солта — «Безопасность не гарантируется»
- Приз за киносценарий неамериканского драматического фильма — «Дикая киска»
- Приз за монтаж документального фильма — «Детропия»
- Приз за монтаж неамериканского документального фильма — «Независимая игра: Кино»
- Приз за совершенную операторскую работу документального фильма — «Погоня за ледниками»
- Приз за совершенную операторскую работу драматического фильма — «Звери дикого Юга»
- Приз за операторскую работу неамериканского документального фильма — «Поцелуй Путина»
- Приз за операторскую работу неамериканского драматического фильма — «Мой брат дьявол»
- Специальный приз жюри за агента изменений в документальном фильме — «Люби свободно или умри: Как епископ Нью-Гемпшира меняет мир»
- Специальный приз жюри за дух неповиновения в документальном фильме — «Ай Вейвей: Никогда не извиняйся»
- Специальный приз жюри за совершенство в независимом кинопроизводстве драматического фильма — «Разбитый» и «Никто не уходит»
- Специальный приз жюри за актёрский ансамбль в драматическом фильме — «Суррогат»
- Специальный приз жюри за празднование художественного духа в неамериканскому драматическом фильме — «В поисках Сахарного Человека»
- Приз «Індіанський пензель» — Ден Дженві і Джош Пенн за фільм «Звірі дикого Півдня»
- Приз «Hilton Worldwide LightStay Sustainability» за завершений художній фільм — «Острівний президент»
- Приз «Hilton Worldwide LightStay Sustainability» за художній фільм у процесі виробництва — «Сонячні матусі»
- Приз глядацьких симпатій Yahoo! за короткометражний фільм — «Мисливці за дебютантками»
- Приз журі за створення короткометражного фільму — «Риболовля без тенет»
- Приз журі за створення художнього короткометражного фільму — «Чорна куля»
- Приз журі за створення неамериканського художнього короткометражного фільму — «Повернення»
- Приз журі за створення неігрового короткометражного фільму — «Цунамі та вишневий цвіт»
- Приз журі за створення анімаційного короткометражного фільму — «Утренняя прогулка»
- Спеціальний приз журі за комедійну розповідь — «Рука»
- Спеціальний приз журі за режисуру анімаційного фільму — «Роботи Брікстона»
- Приз за художній фільм імені Альфреда П. Слоуна — «Робот і Френк» і «Долина святих»
- Нагороди Інституту Санденса/Mahindra Global Filmmaking — Етьєн Каллос (ПАР), режисер фільму «Незалежна країна»; Арієль Кляйман (Австралія), режисер фільму «Партизан»; Домінґа Сотомайор (Чилі), режисер фільму «Пізно помирати молодим» і Шоналі Босе (Індія), режисер фільму «Маргарита. З соломинкою»
- Міжнародна режисерська премія Санденса/NHK — Дженс Ассур, режисер фільму «Близько-далеко»